# 0 (chanson)
Singles de Chiaki Kuriyama
Toyosu Luciferin
(2013)
0 est le 7e single de Chiaki Kuriyama sorti sous le label Defstar Records le 23 octobre 2013 au Japon. Il arrive 111e à l'Oricon et reste classé une semaine.

## Liste des titres
| 1. | 0                     |  |
| 2. | Voice                 |  |
| 3. | 0 (Moonbug Remix)     |  |
| 4. | Voice (Moonbug Remix) |  |
| 5. | 0 (instrumental)      |  |
| 6. | Voice (instrumental)  |  |

| 1. | 0 (vidéo clip)                                      |  |
| 2. | Toyosu☆Luciferin (vidéo clip) (とよす☆ルシフェリン) |  |